# 孫德湖
62°23′7″N 33°49′12″E / 62.38528°N 33.82000°E

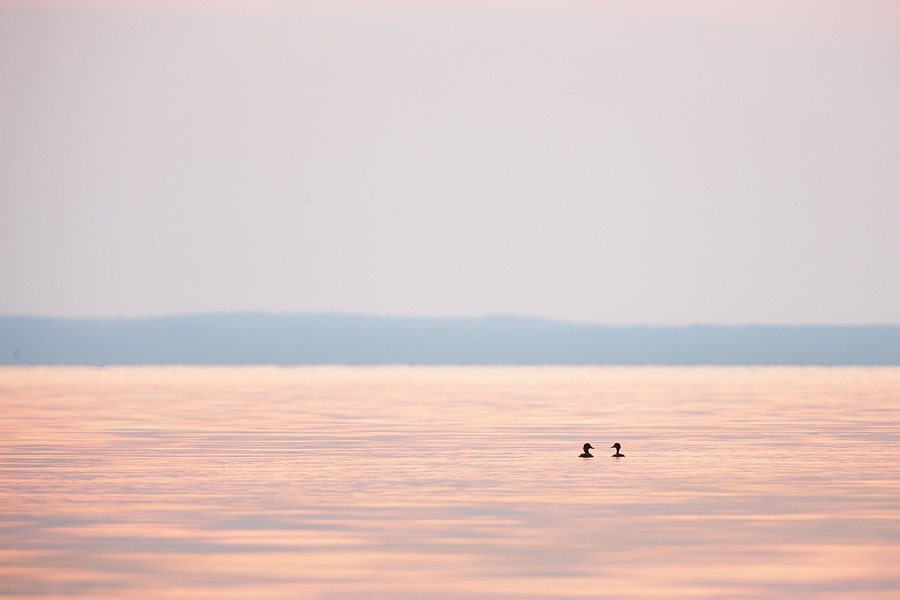

孫德湖（俄语：Сундозеро），是俄羅斯的湖泊，位於該國西北部，由卡累利阿共和國負責管轄，面積50.1平方公里，海拔高度59.9米，湖岸線長度49.8公里，平均水深13.5米，最大水深41.5米。